# Кроушей, Дэвид
Дэвид Уильям Кроушей (англ. David William Crawshay) — австралийский гребец, чемпион летних Олимпийских игр 2008 года, трёхкратный призёр чемпионатов мира, многократный чемпион Австралии.

## Биография
Заниматься греблей Дэвид Кроушей начал в 1993 году в Melbourne Grammar School. С 2000 года он начал выступления за сборную Австралии на крупнейших международных молодёжных соревнованиях. Первой значимой наградой для Кроушея стала серебряная медаль молодёжного чемпионата мира в Копенгагене в составе четвёрки парной. В 2001 году Дэвид вновь попал в число призёров молодёжного первенства мира, став бронзовым призёром в зачёте четвёрок парных.
Начиная с 2003 году Кроушей стал завоёвывать призовые места на этапах взрослого Кубка мира. На летних Олимпийских играх 2004 года Кроушей выступал в составе четвёрки парной. Партнёрами Дэвида по экипажу стали Скотт Бреннан, Данкан Фри и Шон Коултон. Австралийский экипаж смог преодолеть первый раунд соревнований, однако в полуфинале им немного не хватило для попадания в решающий заезд. Выиграв финал B австралийцы заняли итоговое 7-е место.
В 2007 году австралийцы Дэвид Кроушей и Скотт Бреннан заняли 8-е место на чемпионате мира и завоевали олимпийскую лицензию для участия в Олимпийских играх в Пекине. В соревнованиях двоек парных австралийцы уверенно выиграли свой заезд в предварительном раунде и в полуфинале. В финале Кроушей и Бреннан с самого старта вышли вперёд и по ходу дистанции увеличивали своё преимущество, став олимпийскими чемпионами.
В 2009 году Кроушей впервые в карьере стал призёром взрослого чемпионата мира, завоевав в составе четвёрки парной серебряную медаль. Спустя год австралийская четвёрка вновь попала в число медалистов мирового чемпионата, став бронзовым призёром соревнований. На чемпионате мира 2011 года Кроушей и Бреннан выступили в соревнованиях двоек парных, где вышли в финал, но заняли там 4-е место. Этот результат позволил австралийскому экипажу квалифицироваться на летние Олимпийские игры в Лондоне. В 2011 году Кроушей и Бреннан дошли до финала в соревнованиях двоек парных, проходивших в рамках Королевской регаты Хенли, но уступили в решающем заезде британцам Мэттью Уэллсу и Маркусу Бейтмэну.
На Играх 2012 года Кроушей и Бреннан выступали в рамках действующих олимпийских чемпионов. Однако уже на предварительном раунде австралийские гребцы не смогли попасть в тройку сильнейших, в результате чего в полуфинал им пришлось пробиваться через отборочный этап. Но и в полуфинале австралийцы не смогли показать достойный результат, завершив свой заезд лишь на 5-м месте. В финале B Кроушей и Бреннан финишировали вторыми и заняли в итоговой таблице 8-е место. В 2015 году Кроушей вновь смог попасть в число призёров мирового чемпионата, став вторым в составе четвёрки парной. После окончания чемпионата мира Кроушей завершил спортивную карьеру.